# Cua đá
Cua đá (tên khoa học Gecarcoidea lalandii) là một loài cua đất lớn thuộc chi Gecarcoidea. Loài cua này có vỏ màu tím sậm, chân dài và càng ngắn. Nó là loài động vật ăn đêm, ban ngày trú ẩn trong các hang đào. Thức ăn chủ yếu của cua đá là động vật. So với loài cua đỏ đảo Christmas Gecarcoidea natalis, cua đá có vùng phân bố rất rộng trong vùng Ấn Độ Dương-Thái Bình Dương, từ quần đảo Andaman trở về phía Đông. Ở Việt Nam, cua đá có sự hiện diện tại vùng Cù Lao Chàm, cụ thể ở các hòn Lao, hòn Giai, hòn Ông, hòn Là và hòn Mồ; trong đó, hòn Lao là nơi cua đá phân bố nhiều nhất. Con trưởng thành chủ yếu sống trong rừng rậm nhưng đôi khi có thể xuất hiện ở các sinh cảnh mở hơn. Đến mùa sinh sản (tháng 6-9), con cái mang trứng di cư ra vùng duyên hải và đẻ trứng ở vùng nước triều. Những con trưởng thành kích thước nhỏ đôi khi bi loài cua Geograpsus crinipes ăn thịt. Cua lột xác trong khoảng tháng 10-12.